# Chiesa delle Carceri di Sant'Ansano
La chiesa delle Carceri di Sant'Ansano si trova a Siena, in via San Quirico.

## Storia e descrizione
Il nome della chiesa deriva dalla tradizione secondo cui Sant'Ansano, evangelizzatore di Siena e martire sotto le persecuzioni di Diocleziano agli inizi del sec. IV, venne in questo luogo tenuto in prigione dalle autorità romane prima di essere condotto al martirio fuori dalla città, presso Dofana. La tradizione narra che, nonostante la cattività, il santo continuasse ad evangelizzare e battezzare dalle grate della prigione. Il sito, come presenza di culto a Sant'Ansano, ha attestazione fin dall'epoca longobarda (sec. VIII), ma la chiesa attuale è documentata dal 1441.La chiesa delle Carceri è, fin dalla fondazione, proprietà dell'Opera della Metropolitana di Siena; fu anche utilizzata dalla Contrada della Tartuca come oratorio dai primi del sec. XVII fino al 1685, sebbene si trovi nel territorio della Contrada della Chiocciola, secondo il Bando di Violante di Baviera. Normalmente oggi è chiusa al pubblico, ma viene officiata ogni anno la mattina del 1º dicembre, festa del Santo martire Ansano, patrono di Siena e dell'arcidiocesi. In tale data, viene occasionalmente anche aperta al pubblico a cura della Contrada della Chiocciola.
Nella facciata in cotto a capanna, sottoposta a vari rimaneggiamenti, il portale è sovrastato da un affresco frammentario con la Madonna col Bambino tra i santi Ansano e Caterina da Siena di Francesco Rustici. Al di sopra si apre un oculo quattrocentesco con una vetrata coeva, raffigurante il santo titolare fra due stemmi gentilizi: uno della famiglia Pecci e l'altro, col galero da ecclesiastico, di Enea Silvio Piccolomini, cardinale vescovo di Siena dal 1449 al 1458, anno in cui fu elevato al soglio pontificio col nome di Pio II.
Rilevanti documenti della decorazione quattrocentesca, attribuibili in parte all'ambito del cosiddetto "Maestro di Sant'Ansano", sono i tre riquadri affrescati nella parete sinistra dell'interno, raffiguranti un'Adorazione dei Magi, una Crocifissione e il Santo martire Ansano con il vessillo della Città di Siena (la cosiddetta "balzana"). Altre testimonianze artistiche di un certo interesse risalgono agli inizi del Seicento: la pala dell'altare maggiore, raffigurante Il processo di Sant'Ansano dinanzi al procuratore Lisia, realizzata sempre dal Rustici intorno al 1617, e i tre dipinti murali disposti intorno alla pala d'altare sono opera invece di Vincenzo Rustici (padre del Rustichino), che rappresentano Dio Padre (in alto), l'Arcangelo Gabriele (a sinistra) e la Vergine annunziata (a destra).